# 歐拉-伯努力棟樑方程
欧拉-伯努利方程（英語：Euler–Bernoulli beam theory），是一个关于工程力学、古典樑力学的重要方程；是一个简化线性弹性理论用于用于计算樑受力和变形特征。欧拉-伯努利樑方程约形成于1750年，但这条方程却没有在后期建筑之中得到广泛的应用。直到十九世纪，这条方程才成为第二次工业革命的基石。

## 歷史
普遍認為，伽利略是提出關於樑的重要理論的第一人，但是近代史家發現，達文西才是第一位研究樑的科學家。但是由於當時缺乏建材彈性的研究和數學基礎（主要是微積分），導致伽利略等的科學家沒有成功取得突破。1750年，瑞士學者萊昂哈德·歐拉與丹尼爾·伯努利開始研究樑並把樑理論推向實用，成功地把科學與工程學區分成兩個學科，同時使得工程學成為了一門數理科學。

## 歐拉-伯努力樑方程
歐拉─伯努利樑方程內容描述了樑的位移與載重的關係：
{\displaystyle {\frac {\partial ^{2}}{\partial x^{2}}}\left(EI{\frac {\partial ^{2}u}{\partial x^{2}}}\right)=q.\,}
而其中：
- {\displaystyle \textstyle {u}\,} 為位移
- {\displaystyle \textstyle {\frac {\partial u}{\partial x}}\,} 為樑的斜率，
- {\displaystyle \textstyle {-EI{\frac {\partial ^{2}u}{\partial x^{2}}}}\,} 為樑的彎矩，
- {\displaystyle \textstyle {-{\frac {\partial }{\partial x}}\left(EI{\frac {\partial ^{2}u}{\partial x^{2}}}\right)}\,} 是樑的剪力，
- {\displaystyle \textstyle {{\frac {\partial ^{2}}{\partial x^{2}}}\left(EI{\frac {\partial ^{2}u}{\partial x^{2}}}\right)}\,} 是樑的均布力。